# St. Antonius (Halblech)

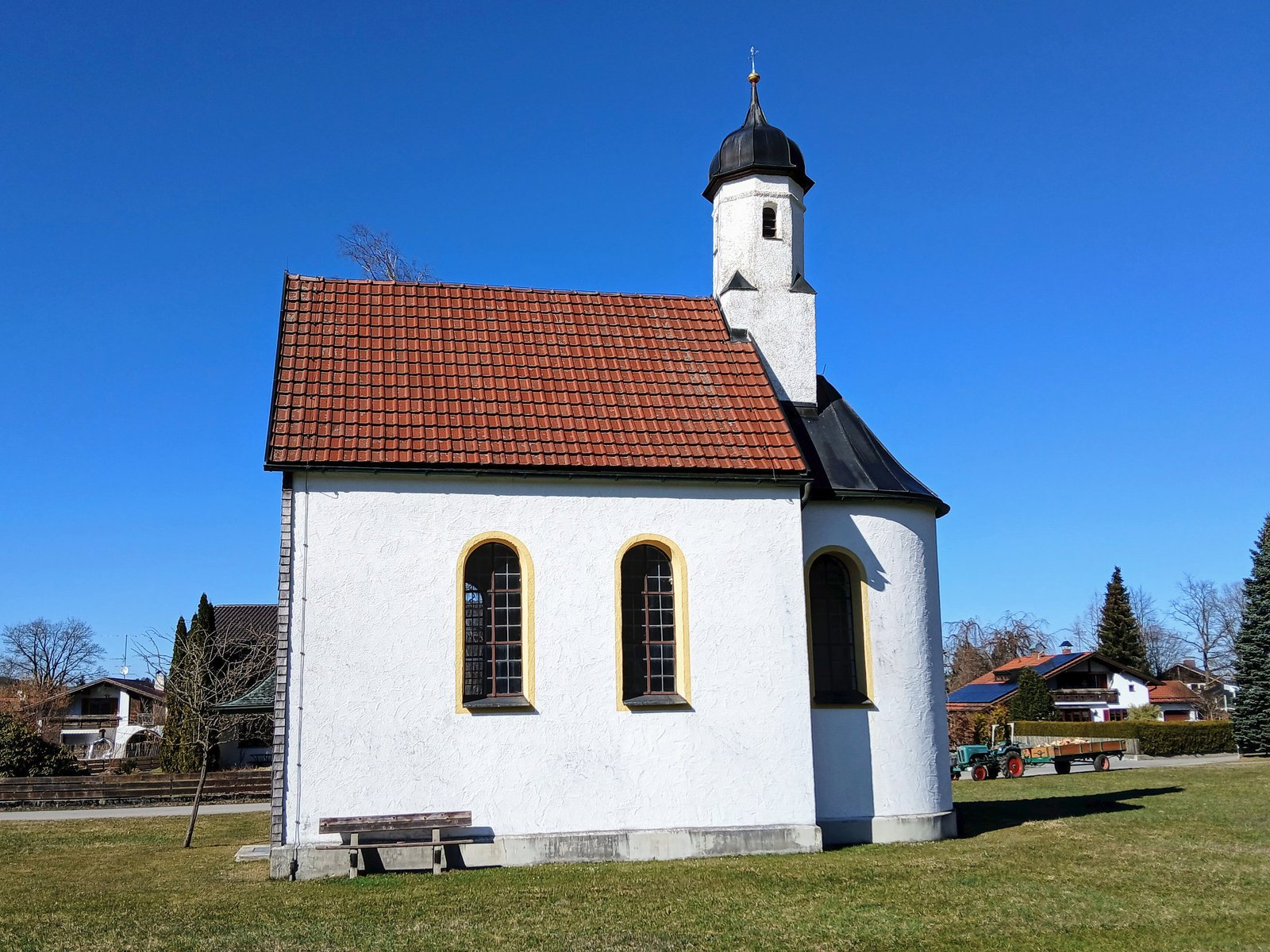
St. Antonius in Halblech

St. Antonius ist eine römisch-katholische Kapelle im Dorf Halblech in der gleichnamigen Gemeinde in Schwaben.

## Lage
Die Kapelle steht in der alten Ortsmitte von Halblech, gut 100 Meter östlich der Bundesstraße 17. Halblech ist eine ursprünglich zu Trauchgau gehörige kleine Ortschaft, die am Fluss Halblech liegt und nach diesem benannt ist. 1976 wurden die Gemeinden Buching und Trauchgau zusammengelegt. Die neu entstandene Gemeinde mit Verwaltungssitz in Trauchgau wurde dann ebenfalls nach dem Fluss benannt. Die Adresse der Kapelle ist Kapellenweg 10.

## Geschichte
Die Kapelle wurde 1727 aus Dankbarkeit über das Ende einer Viehseuche errichtet. Bereits ein Jahr zuvor hatte ein Rompilger Reliquien des hl. Antonius von Padua nach Halblech gebracht. Die Kirchweihe war am 25. Oktober 1727.
Heute ist die Kapelle im Besitz der Gemeinde Halblech und gehört zur Pfarrei St. Andreas in Trauchgau, die Teil der Pfarreiengemeinschaft am Forggensee im Dekanat Marktoberdorf des Bistums Augsburg ist. Jährlich wird am Gedenktag des hl. Antonius in der Kapelle eine Messe gelesen. Gelegentlich wird sie auch für Taufen und andere spezielle Anlässe genutzt.

## Architektur
Das Gebäude hat eine Flachdecke und einen eingezogenen, halbrunden Chor, der mit einem Blechdach bedeckt ist. Das Kirchenschiff hat einen rechteckigen Eingang und zwei Rundbogenfensterachsen. Auf dem mit Ziegeln gedeckten Satteldach ist auf der Chorseite ein oktogonaler Dachreiter mit Blechhaube. Der Chor hat eine Rundbogenfensterachse. An der nördlichen Außenwand ist ein Flurkreuz angebracht, das laut Inschrift 1940 von der Familie Pröbstl errichtet wurde.

## Ausstattung
Der Altar stammt wohl aus dem ausgehenden 18. Jahrhundert und stand möglicherweise zuvor in der Vorgängerkirche der 1819 neu errichteten Pfarrkirche St. Andreas in Trauchgau. Sein Altarblatt stellt den Kirchenpatron Antonius von Padua dar und dürfte erst nach dem Altar entstanden sein. Das Auszugsbild mit einer Darstellung des segnenden Gottvaters ist mit 1700 datiert und wurde ursprünglich für die alte Pfarrkirche angefertigt.
Neben dem Chorbogen stehen in Rundbogennischen Figuren des hl. Josef und des hl. Sebastian (Ende 18. Jh.). Unter den Nischen sind gerahmte Bilder der Muttergottes und des hl. Antonius mit Szenen aus seinem Leben (wohl 20. Jh.). Links vorne steht eine moderne Figur des hl. Antonius (wohl Ende 20. Jh.), rechts ein Prozessionskreuz (circa 1790/1820).